# Colin Stetson
Colin Stetson, né le 3 mars 1975 à Ann Arbor (Michigan), est un musicien et  compositeur canadien.
Essentiellement saxophoniste, il joue également de la clarinette, de la clarinette basse, du cor, de la flûte et du cornet à pistons.
Il réside actuellement à Montréal (Québec) et est hébergé par le label Constellation Records. Il s’est fait connaître par ses prestations uniques sur les scènes jazz et rock et a notamment tourné pour Arcade Fire, Bell Orchestre et Bon Iver. Sa maîtrise de la respiration circulaire, grâce à laquelle il peut souffler plusieurs minutes en continu, combinée à un jeu de percussion sur les touches de son instrument et à une capacité à produire une ligne mélodique avec sa voix, lui permet de produire une palette de sons totalement nouveaux.

## Biographie

### Carrière
Colin Stetson s’est produit et a enregistré avec quantité d’artistes, dont Tom Waits, Arcade Fire, TV on the Radio, Feist, Bon Iver, Timber Timbre, My Brightest Diamond, Laurie Anderson, David Byrne, Jolie Holland, Sinéad O’Connor, LCD Soundsystem, The Chemical Brothers, The National, Angelique Kidjo, Kevin Devine, Anthony Braxton, Bell Orchestre et Sway Machinery.
Son premier album solo New History Warfare Vol.1, est sorti en 2008. Le suivant, New History Warfare Vol.2 : Judges est sorti en février 2011, édité par Constellation. Le 16 juin 2011, l’album fait partie des quarante albums nommés pour le prix Polaris 2011. Le 6 juillet 2011, il était retenu parmi les dix finalistes. Ce sera finalement le groupe Arcade Fire et leur album The Suburbs qui auront été récompensés. Le 4 octobre 2011 sort chez Constellation un mini-album de deux titres Those Who Didn’t Run. En avril 2013 sort son troisième album, New History Warfare Vol. 3: To See More Light.
Il a composé la bande originale de plusieurs films et séries, par exemple le film Hérédité sorti en 2018. Il a aussi composé la bande originale du remake de Massacre à la tronçonneuse en 2022. Au prix JUNOS 2024, il remporte le prix de l'album instrumental de l'année pour When we were what wept from the sea.

## Discographie

### Albums studio
- 2003 - Slow Descent (Flying Tigers Music)
- 2007 - New History Warfare - Volume 1 (Aagoo Records)
- 2011 - New History Warfare - Vol. 2: Judges (Constellation Records)
- 2013 - New History Warfare - Vol. 3: To See More Light (Constellation Records)
- 2016 - Sorrow (A Reimagining of Gorecki's 3rd Symphony) (52Hz Records)
- 2017 - All This I Do For Glory (52Hz Records)
- 2024 - The Love It Iook to Leave You (Envision Records)

### Albums collaboratifs
avec Mats Gustafsson
- 2012 - Stones (Rune Grammofon) (Enregistré sur scène au Vancouver Jazz Festival 2011)

avec Sarah Neufeld
- 2015 - Never Were the Way She Was (Constellation Records)

## Filmographie

### Cinéma

#### Longs métrages
- 2013 : Blue Caprice de Alexandre Moors
- 2015 : Scrum de Poppy Stockell
- 2015 : La Peur de Damien Odoul
- 2015 : An American, Portrait of Raymond Luc Levasseur de Pierre Marier
- 2016 : Outlaws and Angels de JT Mollner
- 2016 : Lavender (en) de Ed Gass-Donnelly
- 2018 : Destierros de Hubert Caron-Guay
- 2018 : Hérédité (Hereditary) de Ari Aster
- 2018 : Friday's Child de A.J. Edwards
- 2018 : The Expired de Quincy Kupietz
- 2019 : Color Out of Space de Richard Stanley
- 2020 : 25 lat niewinnosci. Sprawa Tomka Komendy de Jan Holoubek
- 2021 : Mayday de Karen Cinorre
- 2022 : Massacre à la tronçonneuse (Texas Chainsaw Massacre) de David Blue Garcia
- 2022 : Le Menu (The Menu) de Mark Mylod
- 2024 : Hold Your Breath (Hold Your Breath)

#### Courts métrages
- 2007 : Greyhounds de Kelilyn Mohr McKeever
- 2014 : Way of the Sword de Brady Welch
- 2015 : Denis the Pirate de Sam Messer
- 2015 : It's About Time de Ivo Briedis
- 2015 : New York (Never) Sleeps de Alfonso Nogueroles
- 2019 : In the Clinches de Brantley Gutierrez
- 2021 : Opus Magnum de Filip Bojarski

### Télévision

#### Séries télévisées
- 2018 : The First (8 épisodes)
- 2019 : Fred til lands (8 épisodes)
- 2020 : Barkskins (8 épisodes)
- 2021 : 25 lat niewinnosci. Sprawa Tomka Komendy (4 épisodes)
- 2021 : Among the Stars (6 épisodes)